# Sweet Sweetback's Baadasssss Song
Sweet Sweetback's Baadasssss Song é um filme independente do gênero drama produzido nos Estados Unidos, dirigido por Melvin Van Peebles e lançado em 1971.